# East Coast Main Line
East Coast Main Line – zelektryfikowana linia kolejowa dużych prędkości o długości 632 km między Londynem, Peterborough, Doncaster, Wakefield, Leeds, Yorkiem, Darlington, Newcastle i Edynburgiem.
Trasa stanowi kluczową oś komunikacyjną po wschodniej stronie Wielkiej Brytanii. Łączy Londyn i Anglię Wschodnią z Yorkshire, północno-wschodnią Anglią i Szkocją. Obsługuje ruch dalekobieżny, podmiejski, jak i towarowy.